# Monte Foraker
O Monte Foraker é a segunda montanha mais alta da Cordilheira do Alasca, e fica no Parque Nacional Denali, 23 km a sudoeste do Monte McKinley. É a terceira mais alta montanha dos Estados Unidos da América, caso se conte um só pico para o McKinley, um pouco menos alta que o Monte Santo Elias.
Esta montanha, em conjunto com o Monte McKinley, era chamada pelos russos (que viviam e exploravam o território antes da compra do Alasca) de "Bolshaya Gora", que quer dizer "grande montanha".